# NACA (gen)
La subunidad alfa del complejo asociado al polipéptido naciente (NACA) es una proteína codificada en humanos por el gen naca.

## Función
La proteína NACA evita la interacción de los polipéptidos cortos (nacientes) recién sintetizados en el ribosoma, con las proteínas citosólicas. NACA se une a los dominios del polipéptido naciente de los ribosomas, salvo que contenga un péptido señal que esté totalmente expuesto. El agotamiento de NACA al unirse a los polipéptidos nacientes, permite a la partícula de reconocimiento de la señal (SRP) establecer un entrecruzamiento con polipéptidos, contengan o no estos un péptido señal. En ausencia de NACA, las proteínas que no poseen péptidos señal pueden dejar de ser traslocadas al retículo endoplasmático. La proteína NACA es expresada en hueso durante el desarrollo y actúa como un coactivador transcripcional junto con activadores ácidos.

## Interacciones
La proteína NACA ha demostrado ser capaz de interaccionar con:
- BTF3
- FADD[5]
- c-Jun[6]
- 3 miembros de la familia de la taxilina[7]